# Prix de l'Académie française
De Académie française staat vanwege de diversiteit en de kwaliteit van haar leden bekend om haar expertise in het selecteren van werken van belang. Ook hebben heel wat donateurs opdracht gegeven om verschillende prijzen toe te kennen om talent te belonen in uiteenlopende gebieden als literatuur, filosofie of geschiedenis.

## Lijst van prijzen uitgereikt door de Académie française

### Film
- Prix René Clair, jaarlijks, sinds 1994

### Geschiedenis
- Grand Prix Gobert, jaarlijkse prijs voor geschiedenis, sinds 1834
- Prix Thiers, driejaarlijks, sinds 1862
- Prix du maréchal Foch, tweejaarlijks, sinds 1955
- Prix Monseigneur Marcel, jaarlijks, sinds 1973
- Prix Eugène Colas, jaarlijks, sinds 1982
- Prix Diane Potier-Boès, jaarlijks, sinds 1982
- Prix François Millepierres, jaarlijks, sinds 1988
- Prix Guizot, jaarlijks, sinds1994
- Prix Georges Goyau, jaarlijks, sinds 1994
- Prix Raymond Poincaré, jaarlijks, toegewezen door l'Union Nationale des Officiers de réserve.

### Filosofie
- Prix du Cardinal Grente, tweejaarlijkse prijs voor filosofie, sinds 1945
- Prix Louis Castex, jaarlijks, sinds 1969
- Prix Montyon, jaarlijks, sinds 1976
- Prix Biguet, jaarlijks, sinds 1976
- Prix La Bruyère, jaarlijks, sinds 1994
- Prix Moron, jaarlijks, sinds 1987
- Grand Prix de Philosophie, jaarlijks, sinds 1987
- Prix Raymond de Boyer de Sainte-Suzanne, tweejaarlijks, sinds 1990

### Poëzie
- Grand Prix de poésie de l'Académie française, jaarlijkse prijs voor poëzie, sinds 1957
- Prix Henri Mondor, jaarlijks, sinds 1969
- Prix Maïse Ploquin-Caunan, tweejaarlijks, sinds 1985
- Prix Heredia, jaarlijks, sinds 1994
- Prix François Coppée, jaarlijks, sinds 1994
- Prix Paul Verlaine, jaarlijks, sinds 1994

### Steun voor literaire creaties
(Soutien à la création littéraire)
- Prix Amic, jaarlijkse prijs, toegekend voor steun aan literaire creaties, sinds 1932
- Prix Mottart, jaarlijks, sinds 1949
- Prix Henri de Régnier, jaarlijks, sinds 1994

### Theater
- Grand Prix du Théâtre, jaarlijkse prijs voor theater, sinds 1980
- Prix du jeune théâtre Béatrix Dussane-André Roussin, jaarlijks, sinds 1983

### Andere prijzen
- Grande Médaille de la Chanson Française, jaarlijkse prijs voor het Franse chanson sinds 1938
- Prix Eugène Carrière, jaarlijkse prijs voor kunstgeschiedenis, sinds 1941
- Grande médaille de la Francophonie, jaarlijkse prijs voor francofonie, sinds 1986
- Prix Hervé Deluen, prijs voor francofonie, sinds 2007